# Moederbord

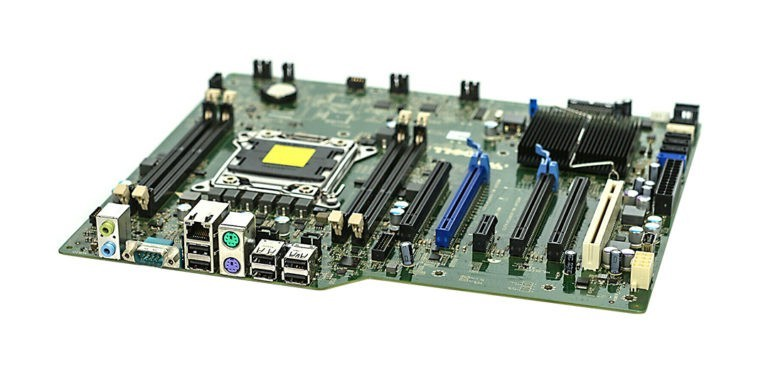
moederbord Dell T3600 (2019)

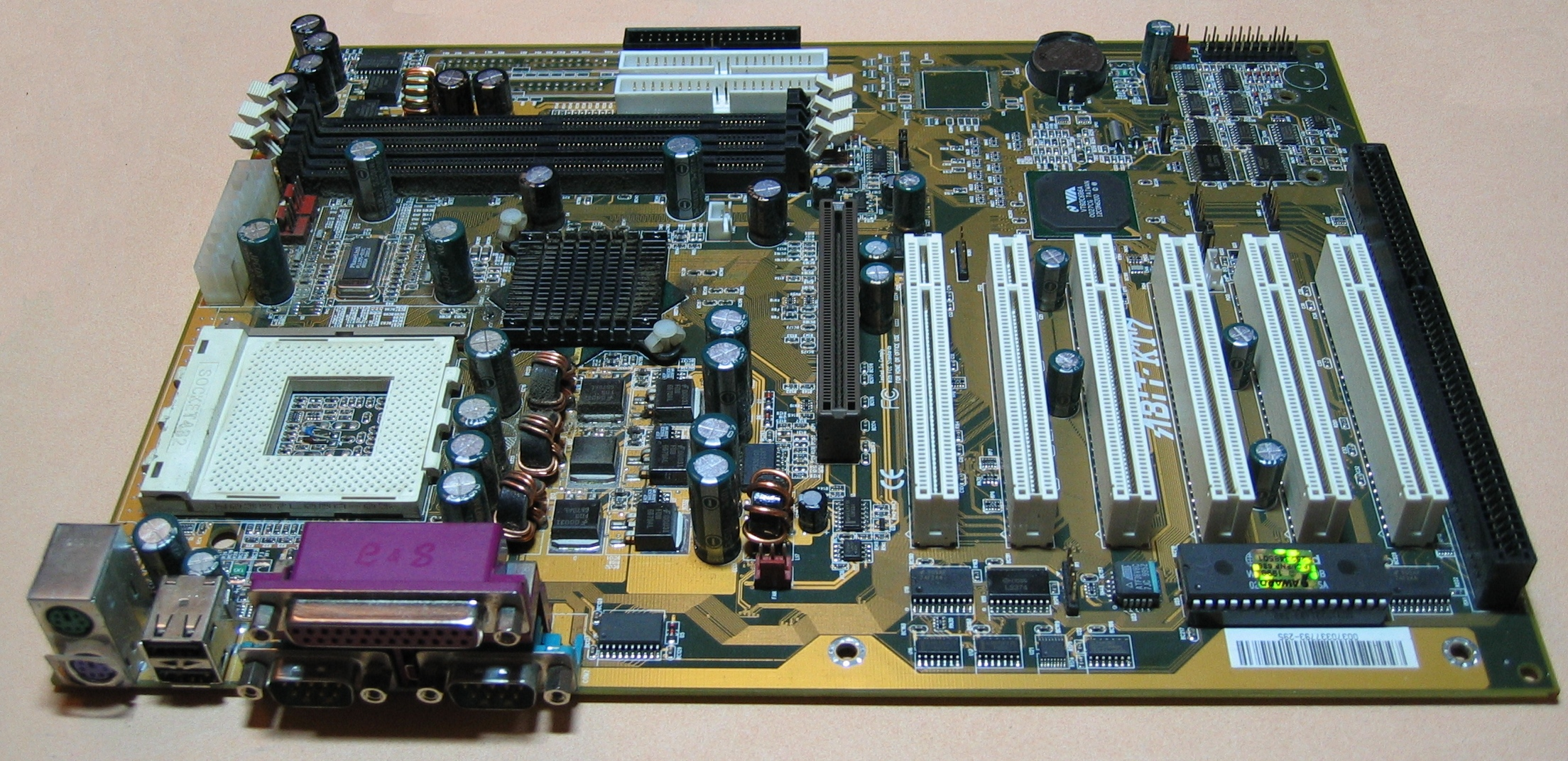
Moederbord in ATX-formaat, ABIT KT7 (2003)

Een moederbord in een personal computer (zo’n moederbord wordt ook wel systeembord, mainboard, mobo of in het geval van Apple Inc.: Logic Board genoemd) is een printplaat met elektronica waarop andere (insteek-)printplaten kunnen worden gemonteerd. In de loop der jaren is steeds meer functionaliteit in het moederbord ondergebracht. Rond 1989 bevatte het moederbord voornamelijk de processor, het werkgeheugen en interruptvoorzieningen, alle overige functies werden met insteekkaarten verzorgd. Anno 2016 treft men op een moederbord vaak een complete pc aan, inclusief geluids- en netwerkkaart, en in veel gevallen ook de videokaart. Hierdoor kunnen systemen goedkoper en compacter gebouwd worden.

## Onderdelen
Enkele onderdelen die men op een modern moederbord vindt:
- De processor, ofwel de centrale verwerkingseenheid (cve, Engels: CPU, Central Processing Unit).
- Het BIOS (Basic Input/Output System): in EEPROM opgeslagen programmatuur voor het opstarten van het systeem, waarbij het systeem ook een aantal zelftests (POST) uitvoert. In veel gevallen is er ook een optie aanwezig om instellingen van het BIOS te wijzigen, bijvoorbeeld om bepaalde geïntegreerde functies uit te schakelen wanneer deze niet worden gebruikt.
- De chipset, in de vorm van de northbridge en southbridge. Op de northbridge zit de processor aangesloten en, indien aanwezig, ook de PCI-E-sloten (deze kunnen ook gedeeltelijk op de southbridge zitten), en op de southbridge alle langzame onderdelen zoals de PCI-bus, USB-poorten en soms PCI-E sloten.
- Werkgeheugen (RAM, random-access memory) in de vorm van DDR SDRAM, SDRAM of, bij oudere moederborden, DIMM's, RIMM's en SIMM's.
- Connectoren voor uitbreidingskaarten zoals AGP, PCI, PCI-E, PCI-X, ISA, AMR
- Tegenwoordig standaard geïntegreerd: geluidskaart, netwerkkaart.
- Op sommige moederborden, met name Micro-ATX, geïntegreerd: videokaart, alhoewel dit op moderne moederborden zelden voorkomt. Tegenwoordig komen geïntegreerde grafische chips vaker voor op de processoren zelf. Deze processoren worden ook wel accelerated processing units (APU's) genoemd.

## Modellen
Systeemborden zijn verkrijgbaar in verschillende modellen en formaten: AT, ATX, Mini-ATX, MicroATX en Mini-ITX. Ook werden er BTX-moederborden verkocht, maar vanwege de incompatibiliteit met ATX werd BTX geen succes. BTX was een vormfactor waarbij de componenten heel anders geschikt stonden om optimaal te kunnen afkoelen. Er zijn wel fabrikanten van computerbehuizingen die de ATX-moederborden in de behuizing anders oriënteren voor een beter koelresultaat, waaronder Corsair.
Tegenwoordig zijn er drie grote processormerken waarop de CPU-sockets zijn gebaseerd: AMD, Intel en VIA. Zo zijn er voor Intel de sockets 3, 5, 7 (ook voor AMD), Slot I, Slot II, PGA-370 (ook VIA), 478, Xeon, LGA-775, de LGA-1156 voor de Core i5 en Core i7 (800-serie), de LGA-1366 voor de Core i7 (900-serie), de LGA-1155 voor de 2e en 3e generatie van Core i3, i5 en i7, LGA-1150 voor de 4e en 5e generatie Core-processoren en sinds 2015 ook de LGA-1151-socket voor de 6e en 7e generatie Core-processoren. In mei 2017 maakte Intel ook bekend een LGA-2066-socket uit te brengen, voor 7e generatie X-series Core-processoren.
Voor AMD zijn er de sockets: 7 (ook Intel), super socket 7, Slot A, Socket A (ook wel T-462 genoemd), 754, 939, AM1, AM2, AM2+, AM3, AM3+, AM4, FM1, FM2, FM2+, TR4, socket 940 en socket F. 
VIA fabriceert tegenwoordig ook zelf moederborden met eigen processoren geïntegreerd, VIA Epia genaamd. VIA fabriceert onder andere de volgende processoren: VIA C3, VIA Eden, VIA Antaur. Vroeger fabriceerde VIA ook de VIA Cyrix, die vooral voor oudere moederborden met socket 3, 5, 7 en 370 geschikt waren. 
Het moederbord kan, zoals veel elektronica, niet tegen statische elektriciteit. Het is niet aan te raden met een hand een blank metalen deel van het moederbord of van een elektronische component aan te raken tijdens werkzaamheden. Het wordt aangeraden zich van tevoren statisch te ontladen. Dit kan bijvoorbeeld door de aarding van een stopcontact aan te raken. Beter is echter het gebruik van een antistatische mat en een geleidend polsbandje, verbonden met een goede aardleiding.
Als het moederbord toch met een blote hand wordt aangeraakt, kan de persoon ontladen in het moederbord waardoor elektronica niet meer (goed) functioneert.